# Brickellia coahuilensis
Brickellia coahuilensis là một loài thực vật có hoa trong họ Cúc. Loài này được (A.Gray) Harc. & Beaman mô tả khoa học đầu tiên năm 1967.